# 白家墓地
白家墓地，位于中国青海省平安县平安镇白家村，为青海省市县级文物保护单位，公布日期为1987年6月2日，类型为古墓葬。
白家墓地的历史年代为青铜时代。